# بنجامین کرن
بنجامین کرن (انگلیسی: Benjamin Kern؛ زادهٔ ۵ نوامبر ۱۹۸۳) بازیکن فوتبال اهل آلمان است.
از باشگاه‌هایی که در آن بازی کرده‌است می‌توان به باشگاه فوتبال دارمشتات ۹۸، باشگاه فوتبال روت وایس اهلن، باشگاه فوتبال دویسبورگ، و باشگاه فوتبال آگسبورگ اشاره کرد.